# Bulbophyllum fimbriperianthium
Bulbophyllum fimbriperianthium là một loài thực vật có hoa trong họ Lan. Loài này được W.M.Lin, Kuo Huang & T.P.Lin mô tả khoa học đầu tiên năm 2006.